# Leonard Trelawny Hobhouse

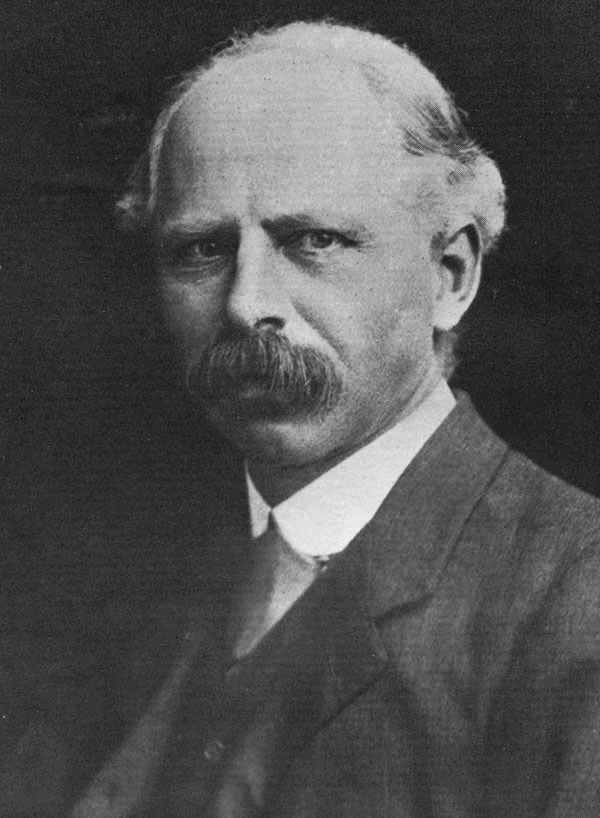
Leonard Trelawny Hobhouse

Leonard Trelawny Hobhouse (* 8. September 1864 in St Ive, Cornwall, England; † 21. Juni 1929 in Alençon, Frankreich) war ein britischer liberaler Politiker und einer der Theoretiker des modernen Liberalismus.

## Leben
L. T. Hobhouse war ein Sohn des anglikanischen Pfarrers Reginald Hobhouse. Zu seinen Geschwistern gehörte die Sozialreformerin Emily Hobhouse. Er studierte am Corpus Christi College der University of Oxford, wo er 1887 graduierte und anschließend als Fellow unterrichtete. 1897 verließ er die Universität, um beim Manchester Guardian als Journalist zu arbeiten. 1903 wurde er Sekretär bei der Free Trade Union, 1905 Herausgeber der liberalen Zeitung The Tribune. Ab 1907 war er der erste Professor für Soziologie an einer britischen Universität, der Universität London. Er war Gründer der ältesten britischen soziologischen Fachzeitschrift, The Sociological Review.
Hobhouse stärkte die „New Liberal“-Bewegung der liberalen Partei unter der Führung von Asquith und Lloyd George zur Jahrhundertwende. Er unterschied Eigentum zum Gebrauch und Eigentum zur Macht und lieferte die theoretische Rechtfertigung für eine Umverteilung der staatlichen Pensionen. Deshalb spielt er eine wichtige Rolle in der intellektuellen Geschichte der Liberaldemokraten.
Seine Arbeit präsentiert auch eine positive Vision des Liberalismus, in dem der Zweck der Freiheit darin besteht, den Individuen ihre Entwicklung zu ermöglichen, und nicht von selbst gut ist. Er sagte, dass Zwang nicht deshalb vermieden werden sollte, weil wir keinen Blick für das Wohlergehen anderer Menschen haben, sondern weil Zwang ihre Lage nicht verbessern kann.
Hobhouse hoffte, dass die Liberalen mit der sozialdemokratischen Tendenz in der Labour Party eine große, fortschrittliche Koalition bilden könnten.
Während des Ersten Weltkriegs schrieb Hobhouse eine schon im Titel polemisch gegen seinen Landsmann, den an Hegel orientierten Philosophen Bernard Bosanquet gerichtete Schrift The Metaphysical Theory of the State (1918), die Hegels Philosophie der Vergöttlichung des Staates für das Übel des Ersten Weltkriegs verantwortlich machte.
1925 wurde er zum Mitglied (Fellow) der British Academy gewählt.

## Schriften
- Labour Movement (1893)
- Theory of Knowledge: A Contribution to Some Problems of Logic and Metaphysics (1896)
- Mind in Evolution (1901)
- Democracy and Reaction (1905)
- Morals in Evolution: A Study in Comparative Ethics (1906)
- Liberalism (1911)
- Social Evolution and Political Theory (1911)
- Development and Purpose (1913)
- The Material Culture and Social Institutions of the Simpler Peoples (1915)
- The Metaphysical Theory of the State: A Criticism (1918)
- The Rational Good: A Study in the Logic of Practice (1921)
- The Elements of Social Justice (1922)
- Social Development: Its Nature and Conditions (1924)
- Sociology and Philosophy: A Centenary Collection of Essays and Articles (1966)